# Пенн, Лео
Леонард Фрэнсис Пенн (англ. Leonard Francis Penn, 27 августа 1921 – 5 сентября 1998) ― американский актер и режиссер, отец музыканта Майкла Пенна и актеров Шона Пенна и Криса Пенна.

## Юность
Пенн родился в Лоуренсе, штат Массачусетс, в семье русских евреев Элизабет (урождённой Мелинкофф) и Мориса Даниэля Пенна (семья литовских евреев).
Он служил в военно-воздушных силах армии Соединённых Штатов во время Второй мировой войны в качестве члена экипажа бомбардировщика B-24 Liberator в составе 755-й бомбардировочной эскадрильи 458-й бомбардировочной группы, дислоцированной в Англии в составе Восьмой воздушной армии.

## Карьера
Пожизненный член Актерской студии, Пенн получил премию Театрального мира в 1954 году за свою роль в пьесе «Девушка на Виа Фламиния». В первые годы существования телевидения он играл множество ролей. В 1956 году он был снят в роли мистера Рико в эпизоде «Падре на ринге» из серии религиозных антологий «Перекресток». В 1957 году он появился в эпизоде «Один, если по морю» военно-драматического сериала «Военно-морской журнал». Он также сыграл главную роль в эпизоде революционной криминальной драмы Беверли Гарланд 1957—1958 годов «Приманка». В 1960 году он сыграл Каважа в сериале Ричарда Буна «Have Gun — Will Travel». В 1961 году он получил роль Тико в приключенческом сериале «Островитяне», действие которого происходит в южной части Тихого океана, и появился в эпизоде криминальной драмы ABC «Асфальтовые джунгли». 3 марта 1961 года он снялся вместе с Питером Фальком и Джойс Ван Паттен в эпизоде «Холодная индейка» юридического драматического сериала ABC «Закон и мистер Джонс» с Джеймсом Уитмором в главной роли. Примерно в это же время он также появился в ситкоме ABC Пэта О’Брайена «Харриган и сын». В телевизионном сезоне 1961—1962 годов Пенн снялся в криминальной драме CBS «Шах и мат» и снялся в роли Джерри Грина в ситкоме Гертруды Берг на канале CBS «Миссис Джи поступает в колледж», переименованном в середине сезона в «Шоу Гертруды Берг».
Пенн работал режиссером во многих телесериалах, в том числе «Я шпион», «Затерянный в космосе», «Кэннон», «Звездный путь», «Голубой свет», «Кастер», «Сара», «Сент-Элсвер», «Коджак», «Старски и Хатч», «Кегни и Лейси», «Маленький дом в прерии», «Коломбо», «Гавайи 5-О», «Охотник Джон», «Супруги Харт», «Частный детектив Магнум» и «Отец Мерфи». В 1983 году Пенн был номинирован на премию Эмми за выдающуюся режиссуру в драматическом сериале «Миссисипи».

## Политика
Пенн поддержал голливудские профсоюзы  и отказался обвинять других членов Комиссии по расследованию антиамериканской деятельности Палаты представителей в их расследовании предполагаемого проникновения коммунистов в киноиндустрию. Впоследствии Пенн был внесен в чёрный список, и Paramount отказалась продлевать с ним контракт. В результате Пенн больше не смог работать актером. Он нашёл актерскую работу на телевидении, но CBS отстранила его после получения анонимного обвинения в том, что он выступил на коммунистическом политическом митинге. Ему запретили сниматься в кино или на телевидении, и он стал режиссером.

## Личная жизнь
Его первый брак с Олив Диринг был расторгнут в 1952 году. В 1957 году он женился на актрисе Айлин Райан, от которой у него родились трое сыновей: певец Майкл Пенн и актеры Шон Пенн и Крис Пенн.

## Смерть
Лео Пенн умер от рака легких в Санта-Монике, штат Калифорния, 5 сентября 1998 года в возрасте 77 лет и был похоронен на кладбище Святого Креста в Калвер-Сити, штат Калифорния.